# Chiara Dedè
Chiara Dedè (Pavia, 4 settembre 1986) è una calciatrice italiana, di ruolo difensore, dall'estate 2016 svincolata.

## Carriera

### Club
Chiara Dedè gioca nelle giovanili del FiammaMonza, società calcistica calcio femminile con sede a Monza con la quale, nella stagione 2004-2005, riesce a raggiungere il terzo posto del Campionato Primavera.
Nell'estate 2005 passa in prima squadra facendo il debutto in Serie A durante la stagione 2005-2006, contribuendo, pur con tre sole presenze, alla conquista dello Scudetto a fine campionato. Con le biancorosse rimane fino alla stagione 2008-2009 collezionando una Supercoppa nel 2006, terminando l'avventura monzese con 42 presenze in Serie A e, complessivamente, 75 presenze ed un gol.
Nell'estate 2009 trova un accordo con il Brescia, neopromossa in Serie A; con le rondinelle resterà la sola stagione 2009-2010 che la vede partire dalla panchina cinque delle sei volte in cui scende in campo.
Il successivo calciomercato estivo viene contattata dal Milan che sta disputando la Serie A2, il secondo livello del campionato italiano femminile di calcio ed è intenzionato a rinforzare l'organico per ritornare al più presto nella massima serie. Chiara Dedè contribuisce alla scalata in classifica delle rossonere riuscendo a fine stagione 2010-2011 a sopravanzare il Como 2000, entrambe giunte a 52 punti del Girone A, solo all'ultima giornata, quando si impone per 1-0. Il 23 maggio viene disputato lo spareggio contro la stessa squadra comasca, imponendosi ancora una volta per il minimo scarto, segnando nei minuti di recupero. Vestirà la maglia milanista ancora per una stagione, la 2011-2012, conclusa undicesima in campionato che le vale la retrocessione, congedandosi con 40 presenze, inclusa il Play Off, e 6 gol.
Nell'estate 2012 decide di rimettersi in gioco nella conquista della Serie A firmano un accordo con l'Inter, all'avvio della stagione 2012-2013 iscritta nel Girone C della Serie A2. Come con il Milan, a fine campionato riesce a conquistare il primo posto sul San Zaccaria.
Nell'estate 2013 tuttavia si accorda con il Caprera per disputare la stagione 2013-2014, impegnata nel Girone B della Serie B appena tornata secondo livello del campionato per l'abolizione dell'A2, ma nel dicembre 2013 si trasferisce nuovamente all'Inter. Con le nerazzurre non riuscirà comunque ad arginare la stagione negativa che, anche per la difficoltà del campionato 2013-2014 che prevede ben sei retrocessioni, vedrà la società scendere in Serie B. Veste la maglia della società nerazzurra fino al termine della stagione 2015-2016 congedandosi con un tabellino di 68 presenza in campionato e 4 reti siglate.

## Palmarès

### Club
- Campionato italiano: 1

Fiammamonza: 2005-2006
- Supercoppa italiana: 1

Fiammamonza: 2006
- Campionato italiano di Serie A2: 2

Milan: 2010-2011
Inter: 2012-2013